# 18 Batalion Saperów (LWP)
18 batalion saperów – samodzielny pododdział wojsk inżynieryjnych ludowego Wojska Polskiego.
Sformowany w miejscowości Trawniki (okolice Lublina) na podstawie rozkazu Naczelnego Dowództwa Wojska Polskiego nr 08/Org. z 20 sierpnia 1944 jako jednostka organiczna 7 Łużyckiej Dywizji Piechoty.
Przysięgę żołnierze batalionu złożyli 27 października 1944 w Borkach w rejonie Radzymina.

## Obsada personalna
Dowódcy batalionu
- por. Aleksander Bobrow
- mjr Sergiusz Pobiedonoscew
- por. Roman Martyn
- kpt. Zenon Martynow
- Jan Romanowski
- Kazimierz Szerszenowicz

## Struktura organizacyjna
Etat 04/506

- dowództwo i sztab
- 3 x kompanie saperów
  - 3 x pluton saperów
  - drużyna zaopatrzenia
- kwatermistrzostwo
  - magazyn techniczny
  - drużyna gospodarcza

Razem w batalionie:
żołnierzy – 254 (oficerów – 33, podoficerów – 44, szeregowych – 177)
sprzęt:
- samochody – 3
- łodzie MN – 1

## Szlak bojowy
2 Armia Wojska Polskiego, w skład której wchodziła 7 DP ze swym 18 bsap podlegała operacyjnie od 21 lutego 1045 1 Frontowi Białoruskiemu, a od 19 marca 1 Frontowi Ukraińskiemu (1 FU). W okresie 19 stycznia – 10 lutego 7 DP przegrupowywała się w rejon Warszawy, Kutna, Łodzi, Piotrkowa Trybunalskiego. Po przejściu 2 AWP w podporządkowanie 1 FU do 13 marca przegrupowywała się do rejonu: Piła, Krzyż, Czarnków, do 15 marca przeszła w rejonu Dobiegniewa, Santoka, Gorzowa Wlkp, Strzelec Krajeńskich wchodząc w skład II rzutu Frontu. W podporządkowaniu 2 FU przegrupowała się do rej. Trzebnicy, będąc w II rzucie wojsk nacierających na Wrocław. 4 kwietnia 2 AWP otrzymała rozkaz wzięcia udziału w operacji berlińskiej. Od 4–9 kwietnia oddziały przegrupowywały się do lasów na zachód i północ od Bolesławca, a w nocy 10/11 kwietnia zluzowały 13 Armię sowiecką nad Nysą Łużycką. W czasie marszów 18 bsap przesuwając się na kierunku 7 DP prowadził rozpoznanie dróg i pośrednich rejonów odpoczynku i ześrodkowania. Duża liczba min pozostawionych przez wycofującego się nieprzyjaciela zmuszała do wielokrotnej kontroli dróg i rejonów, które poprzednio były sprawdzone. Batalion wykonywał prace związane z naprawą dróg i obiektów drogowych oraz ich wzmocnieniem. Oddziały maszerowały tylko nocą. Obowiązywało staranne maskowanie w czasie marszu i odpoczynków. Od 9 kwietnia rozpoczęło się wzmożone przygotowanie do operacji zaczepnej. W mającej nastąpić operacji 7 DP miała nacierać w I rzucie armii. Wobec czekającego forsowania Nysy batalion saperów rozpoczął przygotowanie środków przeprawowych. W pasie działania było wiele rzek o kierunku południkowym, jezior i stawów połączonych kanałami. Największa przeszkodą była Nysa Łużycka i Sprewa. Warunki terenowe pozwalały Niemcom na głęboką fortyfikacyjna rozbudowę obrony.
Zadania wojsk saperskich określał plan operacyjny 2 AWP z 12 kwietnia 1945. Przewidywał on trzy okresy realizacji zadań: przygotowawczy, w okresie artyleryjskiego przygotowania, w okresie natarcia i wykonywania zadania bliższego. Do 15 kwietnia batalion wykonał zadania przygotowawcze. 16 kwietnia o 6:15 rozpoczęło się natarcie. Oddziały 7 DP przełamały obronę jedynie na głębokość 1,5 – 3 km i opanowały pierwszą transzeję nieprzyjaciela. W trzecim dniu operacji 2 AWP wykonała 93 km. wyłom w obronie nieprzyjaciela i zakończyła pierwszy etap operacji łużyckiej, a 19 kwietnia kontynuowała działania na Budziszyn. Do 20 kwietnia 7 DP zniszczyła siły niemieckie przed frontem dywizji. Od 20 – 22 kwietnia 2 AWP kontynuowała natarcie w kierunku na Drezno. W nocy 22/23 kwietnia południowe zgrupowanie niemieckie dokonało wyłomu w ugrupowaniu 2 Armii, w postaci klina podstawa którego znajdowała się w południowej części pasa działania 2 Armii. 10 i 7 DP uniemożliwiały rozwijanie się nieprzyjaciela w kierunku północno-zachodnim, odpierając ataki sił pancernych. 25 kwietnia zgodnie z rozkazem 2 AWP przeszła do obrony. Związki taktyczne i oddziały armii wchodzące w skład budziszynskiego zgrupowania obronnego doskonaliły obronę i dokonywały niezbędnych przesunięć sił i środków. 30 kwietnia 7 DP umacniała obronę. 18 bsap w tych dniach uczestniczyły w pracach fortyfikacyjnych, stawiały pola minowe, rozbudowywały transzeje, schrony bojowe i punkty obserwacyjne. 4 maja 2 AWP otrzymała dyrektywę zniszczenia drezdeńsko–zgorzeleckiego zgrupowania nieprzyjaciela we współdziałaniu z armiami sowieckimi. Początek natarcia wyznaczono na 7 maja. Do zadań saperów należało: torowanie dróg, osłona skrzydeł swoich związków taktycznych i oddziałów, rozminowywanie obiektów i terenów, rozpoznanie inżynieryjne. W natarciu najcięższe walki prowadziła 7 DP, która do 10.00 przełamała tylko przedni skraj obrony. W całodziennych walkach dywizja przesunęła się 7–8 km. 9 maja w pasie 7 DP wprowadzono do walki 1 Korpus Pancerny, co złamało obronę przeciwnika. 10 maja 2 AWP kontynuowała pościg w kierunku południowym, w rezultacie czego do końca dnia dywizje I rzutów osiągnęły Łabę na odcinku: Litomierzyce – Mielnik. 10 maja o godz. 10.00 2 AWP przerwała działania bojowe zgodnie z dyrektywą operacyjna dowódcy 1 FU.
Szlak bojowy 18 bsap zakończył na przedmieściach Pragi. W czasie działań bojowych batalion stracił 4 zabitych i 12 rannych. Batalion powrócił do kraju razem z siłami 7 DP. 7 Dywizja, od 10 czerwca przystąpiła do ochrony granicy państwowej na odcinku Mużaków – Kopaczów.

## Okres powojenny
Po zakończeniu działań wojennych i powrocie do kraju 18 bsap w czerwcu 1945 przystąpił do rozminowania terenów Dolnego Śląska. Batalion był rozlokowany w Lubaniu. Rozminowywał odcinek ograniczony Nysą Łużycką i granicą z Czechosłowacją, a od wschodu miejscowościami: Głuszyca, Kamienna Góra, Cieplice, Jelenia Góra, Złotoryja i Legnica. Od północy jego sąsiadem był 16 bsap, a od południa 21 bsap. Jednostka rozminowywała tereny i miejscowości: Lubosz, Szleśna, Zawidów, Jelenia Góra, Wrocław, województwa katowickiego (miejscowości i okolice: Cieszyna, Bielska-Białej, Raciborza, Kuźnicy Raciborskiej, Pszczyny, Rybnika, Wodzisławia, Zawiercia). Na odcinku działania batalionu największe nasycenie min zanotowano wzdłuż pasa zapór na Podgórzu Sudeckim na odcinku od Świerzawy do Węglińca oraz na podejściach do Nysy Łużyckiej. Były tutaj pola minowe ustawione trzywarstwowo, najpierw przez oddziały niemieckie, potem przez sowieckie, a po ich zluzowaniu przez saperów 2 Armii Wojska Polskiego. Duże trudności sprawiały potężne miny morskie ustawione przez saperów niemieckich pod powierzchnią dróg oraz miny „S”. Podczas usuwania jednej z min morskich nastąpił wybuch w wyniku którego zginęło i odniosło rany kilkunastu saperów. Zginął także dowódca plutonu. Gęstość minowania była bardzo wysoka. Potwierdza to, że w ciągu 20 dni, od 11 – 31 sierpnia 1945 saperzy rozbroili i unieszkodliwili 57 062 szt. różnych przedmiotów wybuchowych, w tym 53 318 min. W połowie lipca 1945 batalion został wsparty kompanią niemieckich jeńców saperów w sile ok. 90 ludzi. Minerzy niemieccy ulegali częstym wypadkom. W okresie 11 – 31 sierpnia 1945 w przydzielonej kompanii jenieckiej zginęło 4 saperów niemieckich, a 21 zostało rannych. Po analizie okazało się, że znaczna liczba Niemców nie była saperami. Woleli jednak rozminowywać, niż siedzieć w niewoli. W pododdziałach przeprowadzono szkolenie i zajęcia instruktażowe z zakresu przeszukiwania i unieszkodliwiania min. Instruktorami szkolenia byli podoficerowie niemieccy. Saperami bezpośrednio kierowali oficerowie i podoficerowie niemieccy. Dowódcami pododdziałów byli Polacy. Niemcy wspierali batalion do 1947 r. Pod koniec 1945 18 bsap wszedł w skład Okręgu Wojskowego IV z siedzibą w Katowicach. Od tego czasu kierowanie rozminowaniem przejęli szefowie wydziałów inż-saperskich okręgu. W 1946 w okresie „powtórnego rozminowania” 18 bsap działał w składzie Śląskiego Okręgu Wojskowego. Stacjonował w Lubsku i prowadził rozminowanie powiatów: Lubań, Legnica, Lwówek Śląski, Jawor i Strzegom. W połowie maja przerwał prace rozminowawcze i został skierowany do Tarnowskich Gór. Tereny rozminowania batalionu zostały przekazane 16 i 21 bsap. Jesienią powrócił na teren Śląska i rozminowywał okolice Górnośląskiego Okręgu Przemysłowego. Wiosną 1947 batalion brał udział w akcji lodowej. Później przystąpił do rozminowania Górnośląskiego Okręgu Przemysłowego. Od kwietnia do lipca razem z macierzystą Dywizją brał udział w Operacji „Wisła”. Oprócz walk jednostka brała również udział w wytyczaniu granicy polsko – radzieckiej, czego dokonała na odcinku 144 km w rejonie Bieszczadów. Rozminowanie 18 bsap okupił stratą 19 saperów, zaś 13 odniosło rany. Batalion w l. 1945 – 1956 wykrył i unieszkodliwił ok. 2 miliony min, bomb, pocisków i innych przedmiotów wybuchowych. Rozminował ok. 60 km² terenów oraz kilkadziesiąt kilometrów dróg.
Po wojnie jako organiczny samodzielny pododdział 7 DP stacjonował w Bytomiu (1949). W 1952 stacjonował w Nysie. Batalion brał udział w akcjach przeciwlodowych i przeciwpowodziowych, w ochronie mostów na Odrze, likwidacji zatorów lodowych na Nysie Kłodzkiej w okolicach Paczkowa, niesieniu pomocy powodzianom w rej. Kamieńca i Otmuchowa.
Ważnym wydarzeniem dla batalionu był jego udział podczas akcji ratowniczej w kopalni Generał Zawadzki.
W 1977 zgodnie z rozkazem Ministra Obrony Narodowej Nr. 012 z dnia 12 lipca 1977 18 batalion saperów został przemianowany na 2 batalion saperów 2 Warszawskiej Dywizji Zmechanizowanej.
Będąc w składzie 7 Dywizji Desantowej – stacjonował w Lęborku.